# Ulf Baranowsky

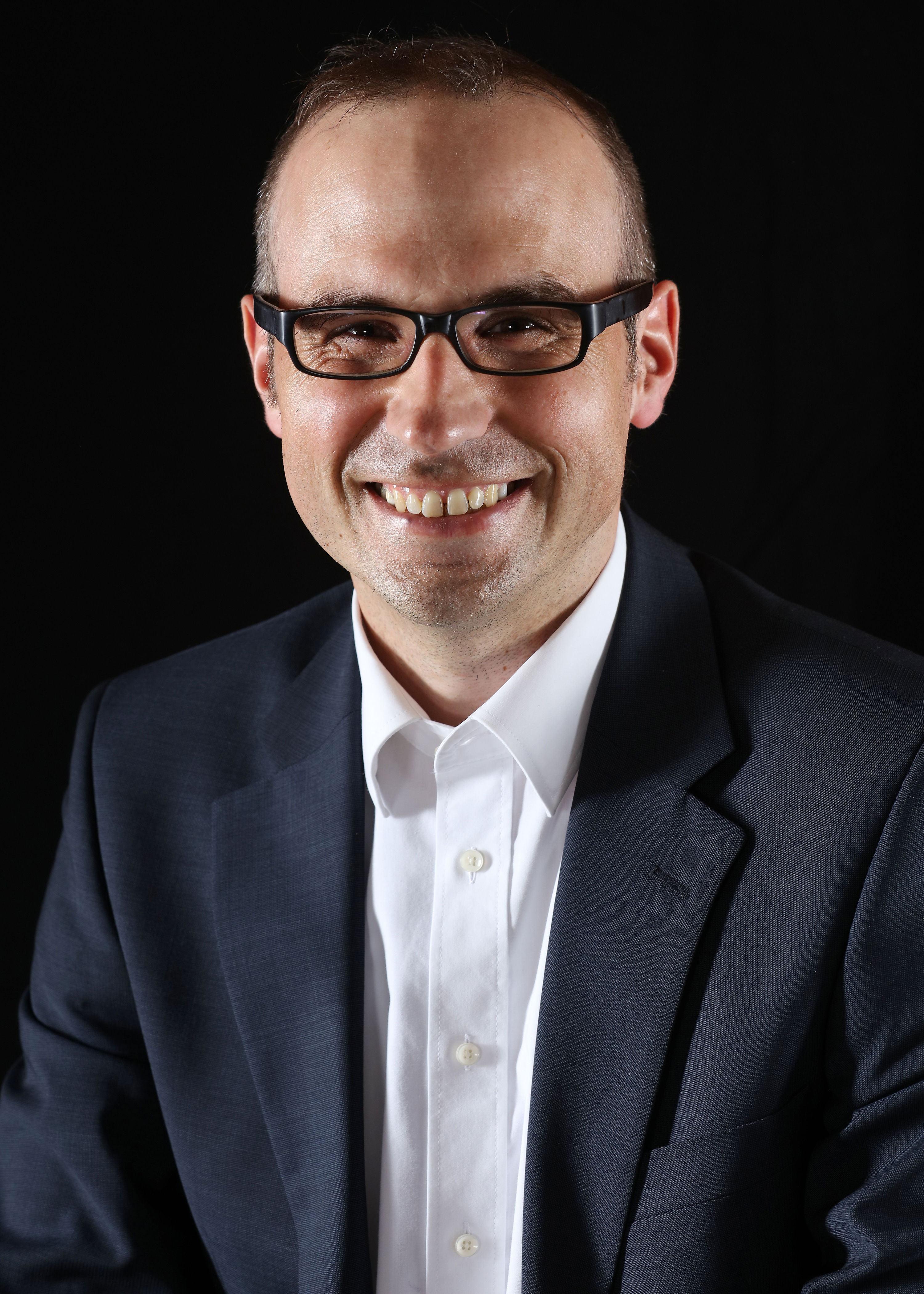

Ulf Baranowsky (* 14. August 1974 in Münster) ist ein deutscher Manager und Publizist.

## Karriere
Baranowsky ist Magister der Publizistik- und Kommunikationswissenschaft, Soziologie und Sportwissenschaft und zudem ausgebildeter DFB-Trainer und DFB-Vereinsmanager. Seit Februar 2004 arbeitet er als geschäftsführendes Präsidiumsmitglied der Vereinigung der Vertragsfußballspieler (VDV) und ist zudem Vorstandsmitglied des DFB-VDV-Versorgungswerks und Beiratsmitglied der sportpsychologischen Netzwerkinitiative Mental gestärkt an der Deutschen Sporthochschule Köln. Darüber hinaus ist Baranowsky Chefredakteur des VDV-Magazins Wir Profis und Gastkolumnist unterschiedlicher Medien (zum Beispiel Focus Online).